# Peter Thiede
Peter Thiede (Ueckermünde, RDA, 13 de febrero de 1968) es un deportista alemán que compitió en remo como timonel.
Participó en cuatro Juegos Olímpicos de Verano, obteniendo una medalla de plata en Atlanta 1996, en la prueba de ocho con timonel, el cuarto lugar en Barcelona 1992 (dos con timonel), el cuarto en Atenas 2004 (ocho con timonel) y el octavo en Pekín 2008 (ocho con timonel).
Ganó once medallas en el Campeonato Mundial de Remo entre los años 1987 y 2007.

## Palmarés internacional
| Representando a la RDA   |                          |                   |                  |
| Campeonato Mundial       |                          |                   |                  |
| Año                      | Lugar                    | Medalla           | Prueba           |
| 1987                     | Copenhague (Dinamarca)   | Medalla de plata  | Ocho con timonel |
| 1989                     | Bled (Yugoslavia)        | Medalla de plata  | Ocho con timonel |
| 1990                     | Tasmania (Australia)     | Medalla de bronce | Ocho con timonel |
| Representando a Alemania |                          |                   |                  |
| Juegos Olímpicos         |                          |                   |                  |
| Año                      | Lugar                    | Medalla           | Prueba           |
| 1996                     | Atlanta (Estados Unidos) | Medalla de plata  | Ocho con timonel |
| Campeonato Mundial       |                          |                   |                  |
| Año                      | Lugar                    | Medalla           | Prueba           |
| 1993                     | Račice (República Checa) | Medalla de oro    | Ocho con timonel |
| 1995                     | Tampere (Finlandia)      | Medalla de oro    | Ocho con timonel |
| 1998                     | Colonia (Alemania)       | Medalla de plata  | Ocho con timonel |
| 2001                     | Lucerna (Suiza)          | Medalla de bronce | Ocho con timonel |
| 2002                     | Sevilla (España)         | Medalla de plata  | Ocho con timonel |
| 2005                     | Kaizu (Japón)            | Medalla de bronce | Ocho con timonel |
| 2006                     | Eton (Reino Unido)       | Medalla de oro    | Ocho con timonel |
| 2007                     | Múnich (Alemania)        | Medalla de plata  | Ocho con timonel |